# Diocesi di Mukačevo
La diocesi di Mukačevo (in latino Dioecesis Munkacsiensis Latinorum) è una sede della Chiesa cattolica in Ucraina suffraganea dell'arcidiocesi di Leopoli. Nel 2023 contava 49.700 battezzati. È retta dal vescovo Mykola Petro Lučok, O.P.

## Territorio
La diocesi comprende la Rutenia subcarpatica (oblast' di Transcarpazia).
Sede vescovile è la città di Mukačevo, dove si trova la cattedrale di San Martino di Tours.
Il territorio è suddiviso in 76 parrocchie.

## Storia
L'amministrazione apostolica di Transcarpazia fu eretta il 14 agosto 1993 con il decreto Quo aptius provideretur della Sacra Congregazione per i Vescovi, ricavandone il territorio dalla diocesi di Satu Mare.
Dall'istituzione al 1997 l'amministrazione apostolica fu affidata alle cure pastorali del nunzio apostolico in Ucraina, l'italiano Antonio Franco.
Il 27 marzo 2002 l'amministrazione apostolica è stata elevata a diocesi con la bolla Cum Transcarpatiae di papa Giovanni Paolo II.

## Cronotassi dei vescovi
Si omettono i periodi di sede vacante non superiori ai 2 anni o non storicamente accertati.
- Antonio Franco (14 agosto 1993 - 7 ottobre 1997 dimesso)
- Antal Majnek, O.F.M. (7 ottobre 1997 - 28 gennaio 2022 dimesso)
- Mykola Petro Lučok, O.P., dal 7 ottobre 2023[1]

## Statistiche
La diocesi nel 2023 contava 49.700 battezzati.
| anno | popolazione | popolazione | popolazione | presbiteri | presbiteri | presbiteri | presbiteri                | diaconi | religiosi | religiosi | parrocchie |
| anno | battezzati  | totale      | %           | numero     | secolari   | regolari   | battezzati per presbitero | diaconi | uomini    | donne     | parrocchie |
| ---- | ----------- | ----------- | ----------- | ---------- | ---------- | ---------- | ------------------------- | ------- | --------- | --------- | ---------- |
| 1997 | 65.000      | ?           | ?           | 22         | 10         | 12         | 2.954                     |         | 13        | 26        | 45         |
| 2000 | 54.000      | ?           | ?           | 31         | 12         | 19         | 1.741                     | 1       | 33        | 26        | 45         |
| 2001 | 53.800      | ?           | ?           | 27         | 7          | 20         | 1.992                     | 1       | 34        | 19        | 49         |
| 2002 | 52.000      | ?           | ?           | 30         | 10         | 20         | 1.733                     | 1       | 34        | 19        | 49         |
| 2003 | 52.000      | ?           | ?           | 27         | 13         | 14         | 1.925                     | 1       | 28        | 19        | 49         |
| 2004 | 53.000      | ?           | ?           | 30         | 16         | 14         | 1.766                     | 1       | 14        | 36        | 95         |
| 2010 | 58.000      | ?           | ?           | 35         | 18         | 17         | 1.657                     | 1       | 18        | 53        | 97         |
| 2013 | 58.000      | ?           | ?           | 39         | 24         | 15         | 1.487                     | 1       | 16        | 46        | 97         |
| 2016 | 54.000      | ?           | ?           | 36         | 22         | 14         | 1.500                     | 2       | 15        | 37        | 100        |
| 2019 | 54.000      | ?           | ?           | 33         | 19         | 14         | 1.636                     | 1       | 14        | 37        | 100        |
| 2021 | 53.000      | ?           | ?           | 35         | 21         | 14         | 1.514                     | 2       | 14        | 37        | 100        |
| 2023 | 49.700      | ?           | ?           | 37         | 23         | 14         | 1.343                     | 2       | 15        | 32        | 76         |